# Sena (ort i Spanien, Aragonien, Provincia de Huesca, lat 41,72, long -0,04)
Sena är en ort i Spanien.   Den ligger i provinsen Provincia de Huesca och regionen Aragonien, i den nordöstra delen av landet, 300 km öster om huvudstaden Madrid. Sena ligger 225 meter över havet och antalet invånare är 534.
Terrängen runt Sena är platt åt nordost, men åt sydväst är den kuperad. Runt Sena är det mycket glesbefolkat, med 4 invånare per kvadratkilometer. Närmaste större samhälle är Sariñena, 12,7 km nordväst om Sena. Trakten runt Sena består till största delen av jordbruksmark.